# Flora och Bellona
Flora och Bellona är en diktsamling från 1918 av den svenske författaren Erik Axel Karlfeldt.

## Innehåll
- Flora och Bellona
- Blommornas kärlek
- Fjällstorm
- Mikael
- Vintervila
- Ny nord
- Januarivår
- Jordanden
- Klagosång över en lantman
- Härolden
- Syriskan
- Minnesång
- Om våren
- Helig lund
- Kompankörer
- En gammal man
- Sång med positiv
- Svarta Rudolf
- Roslagen
- Ölandslegend
- Zephyrs serenad till Ölands solvända
- Ölandsmelodier
- Påsklegender
- Sjukdom
- Den flyende kungen
- Fattigmansverser
- Spinnerskan
- I marsvind
- Demagogisk söndag
- Till en jordförvärvare
- Till en proletär
- Till en diakon
- Till en sekreterare
- Till en apotekare
- Till Bellona
- Poeten till sångmön
- I Fridolins spår
- Oxen i Sjöga
- Svart jul
- I mötets tempel
- Tjugondedag
- En pesthymn
- Luthers hammare
- Det röda korset
- Testamente
- Gratulation
- Oktober

## Mottagande
Olof Rabenius skrev i Ord och Bild:
Sällan har den patetiska strängen i Karlfeldts lyra ljudit mäktigare än i Flora och Bellona. Få av våra stora skalder ha träffat hymntonen och låtit den sjunga i ett så bredt largo. Det är naturens hela orgelverk som spelar upp i många av hans tidigare och senare högsånger. Aven i Flora och Bellona höras några praktfulla ödemarkshymner och stormsånger, som i välvda strofer och bågade rytmer bära hela vindfånget av Nordanskogens och Nordanlynnets anda.